# گئورگی هاجی
گئورگی هاجی (به رومانیایی: Gheorghe Hagi) (زادهٔ ۵ فوریهٔ ۱۹۶۵ ساچله) بازیکن فوتبال بازنشسته اهل رومانی است. وی یکی از بهترین هافبک-تهاجمی‌های دههٔ ۱۹۸۰ و ۱۹۹۰ بود. هواداران گالاتاسرای به او لقب فرمانده (Commandante) داده‌اند و رومانیایی‌ها او را پادشاه (به رومانیایی: Regele) می‌خوانند. وی ۶ بار مرد سال فوتبال رومانی شده و به‌عنوان یکی از از بازیکنان برتر قرن بیستم نیز انتخاب شده‌است.
او برای تیم ملی رومانی در سه جام جهانی در سال‌های ۱۹۹۰، ۱۹۹۴ و ۱۹۹۸ نقش ایفا کرد و همچنین در ۳ دورهٔ جام ملت‌های اروپا (۱۹۸۴، ۱۹۹۶ و ۲۰۰۰) برای رومانی به میدان رفت و در مجموع ۱۲۶ بازی برای این تیم انجام داد. وی با ۳۵ گل زده دومین گلزن برتر تاریخ رومانی است.
در نوامبر سال ۲۰۰۳ با برگزاری جشن یوفا وی به عنوان برجسته‌ترین رومانیایی اروپا در ۵۰ سال گذشته از طرف فدراسیون فوتبال رومانی انتخاب شد. هاجی یکی از بازیکنانی است که برای دو تیم بزرگ رقیب یعنی بارسلونا و رئال مادرید بازی کرده‌است.

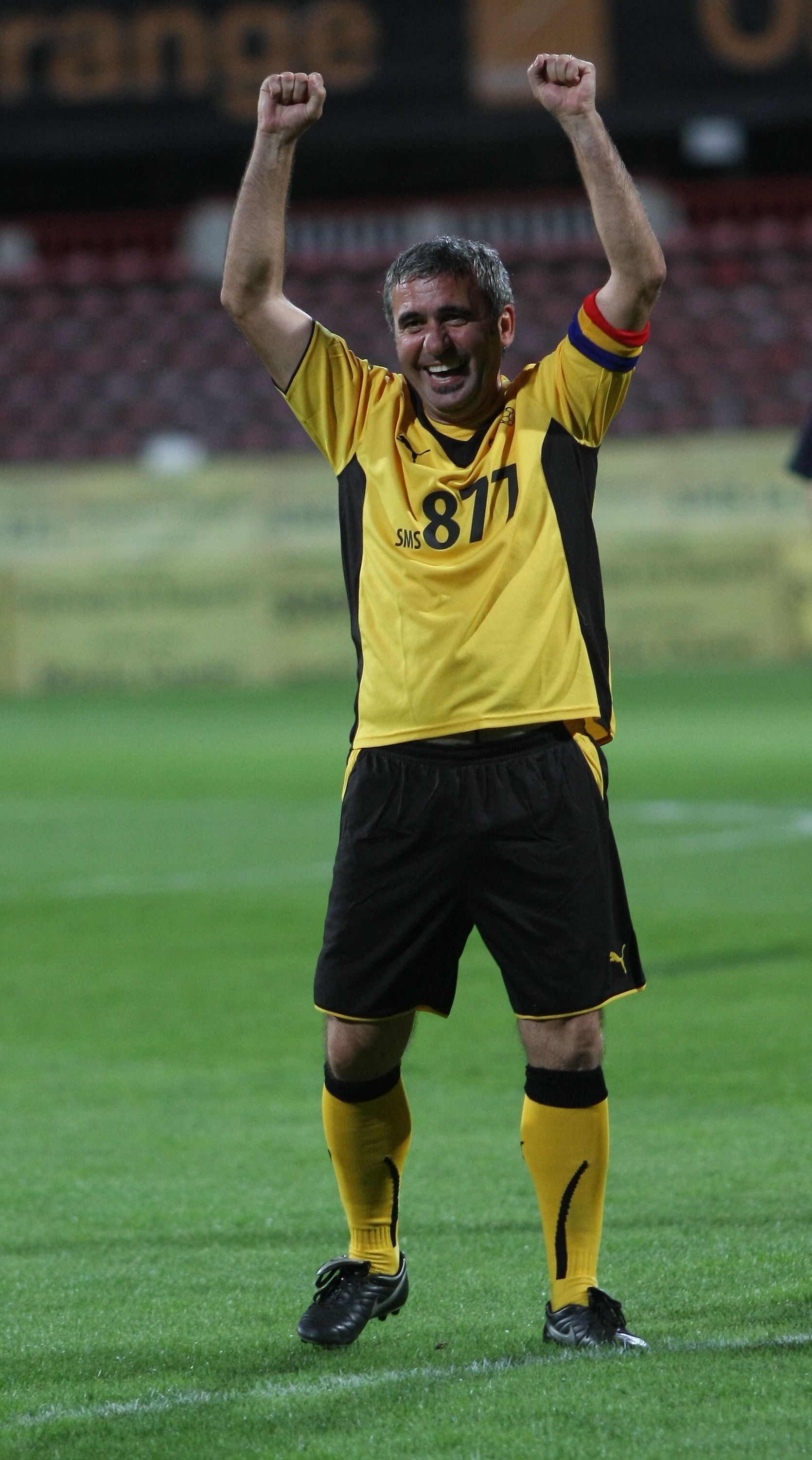